# Комсомольская улица (Оренбург)
Улица Комсомольская — одна из магистральных улиц в центре Оренбурга.

## История
Улица к югу от улицы Володарского возникла вместе с основанием Оренбургской крепости. C 1744 по 1760 годы носила название улицы Преображенского, после - переулок Успенский. К северу от улицы Володарского - бывшая улица Каргалинская (с середины XIX века). В 1924 году названа Комсомольской.

## Расположение
Имеет направление с юга на север от улицы Пушкинской до улицы Шевченко. Протяжённость около 4,04 км.

## Застройка

### Здания культуры и спорта
- Ледовый дворец Звездный.

### Образование
- Филиал Юридической Академии.

### Памятники истории и архитектуры[3][4]
- № 3 — Доходный дом.
- № 16 — Жилой дом городской усадьбы. Время постройки: рубеж XIX - XX вв.
- № 17 — Городская усадьба Н.Ф. Мальнева. Рубеж XIX-XX в.
- № 17 — Жилой дом городской усадьбы. Время постройки: рубеж XIX - XX вв.
- № 18 — Жилой дом. Время постройки: рубеж XIX - XX вв.
- № 20 — Жилой дом В.И. Эсмонтова. Время постройки: начало XX в.
- № 32 — Жилой дом городской усадьбы. 1910-е гг.
- № 43А — Дом В.Н. Николаева. 1907-1908 гг.
- № 44 — Городская усадьба. 1900-е гг.
- № 45 — Гимназия. 1910-е гг.
- № 61 — Гостиница «Гранд отель» Н.Ф. Мальнева. 1905-1906 гг.
- № 64 — Городская усадьба М.П. фон Шлихтинг. Время постройки: 3 четверть XIX в.
- № 65 — Дом, в котором 1942-1943 гг. жил Л. Свобода.
- № 66 — Жилой дом городской усадьбы. Время постройки: 3 четверть XIX в.
- № 79 — Особняк. 1910-е гг.
- № 94 — Особняк. Время постройки: начало XX в.
- № 96 — Подворье Пантелеймоновское Николаевского мужского монастыря. 1916 г.
- № 202/1 — Четвертая соборная мечеть.

### Памятники
- Памятник генералу Александру Тимашеву.

### Парки
- Сад имени Октябрьской Революции.

### Торговля
- Магазин Тысяча мелочей.

### Другие значимые здания и организации
- Управление МВД.
- Оренбургский областной суд.
- Церковь Пантелеймона целителя.
- ООО Оренбургский радиатор.